# وحدة تحكم إلكتروني

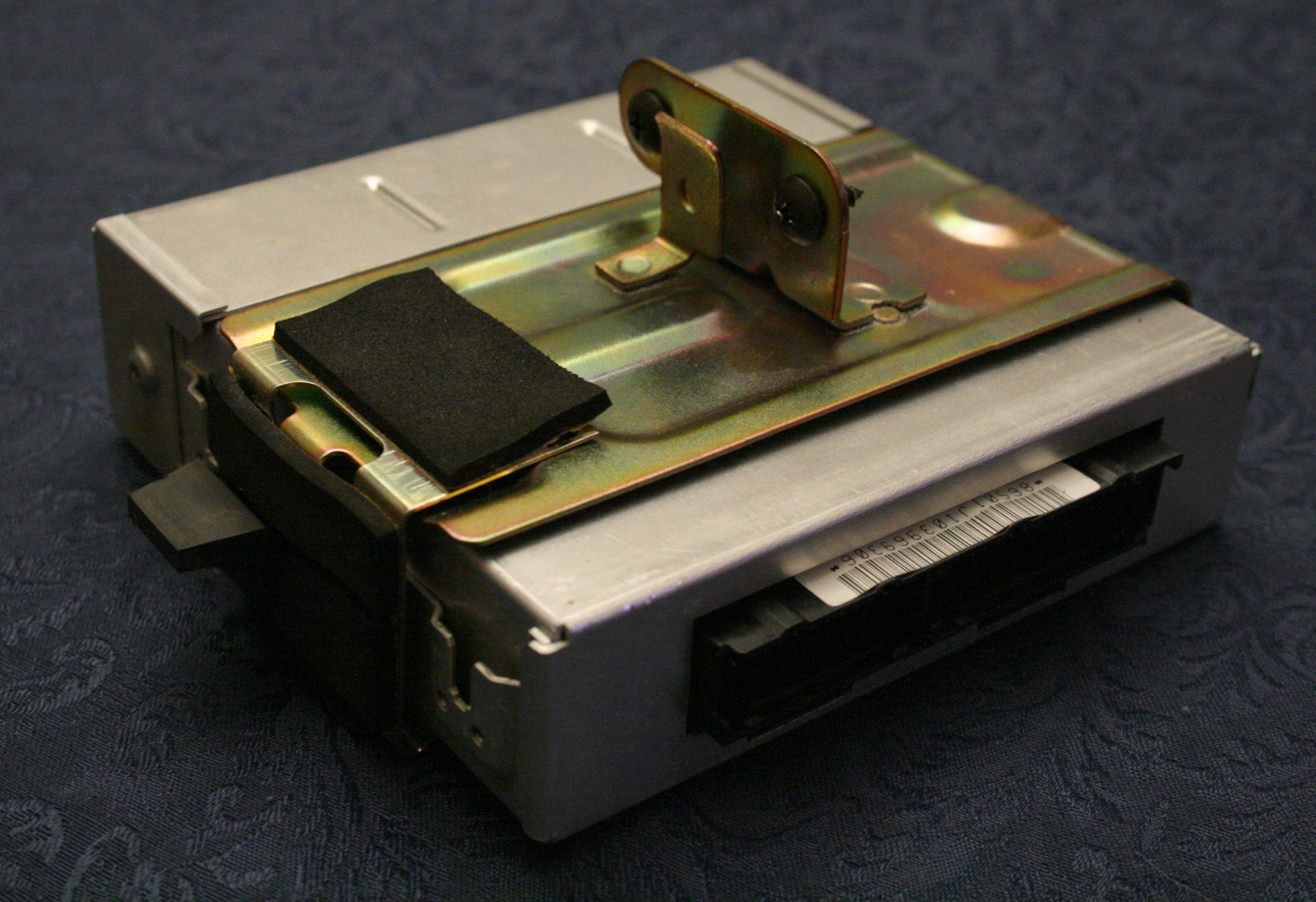
وحدة التحكم

وحدة التحكم الإلكترونية (بالإنجليزية: electronic control unit)‏ هو جهاز إلكتروني يُستخدم بشكل رئيسي في الأجهزة المراد قيادتها أو التحكم بها. إذ تستخدم وحدات التحكم الإلكترونية في قطاع السيارات في جميع المجالات الإلكترونية التي يمكن تصورها، وكذلك للتحكم في الآلات والمعدات والعمليات الفنية الأخرى. وتصنف وحدة التحكم الإلكتروني ضمن الأنظمة المدمجة.

## مبادئ أساسية
في بداية التحكم الإلكتروني في محركات الاحتراق الداخلي، كانت أجهزة التحكم تستخدم أساسًا للإشعال أو لتحديد لحظة ضخ الوقود في حجرة الإنفجار، حيث إنها تستخدم أيضًا منذ عام 1987 للتحكم الإلكتروني في محركات الديزل والبنزين. منذ حوالي منتصف التسعينيات، تم استبدال أجهزة التحكم الميكانيكية في محركات الإحتراق الداخلي بالكامل تقريبًا بوحدات التحكم الإلكترونية.
يمكن رؤية أجهزة التحكم الإلكتروني في العديد من مكونات السيارة مثل عداد السرعة في شكله الجديد مع مقياس سرعة الدوران ومختلف أدوات عرض المعلومات الأخرى. في الوقت الحالي يتم توصيل أجهزة الاستشعار أو الحساسات مثل أجهزة قياس مستوى الوقود في خزان الوقود ومقاييس ضغط الزيت ودرجة الحرارة بوحدات التحكم الخاصة بها، والتي تقوم، من ضمن ما تقوم به بمراقبة القيم من حيث دقتها ومعقوليتها ومراقبة وظائف الخرج الناتجة عن عملية المعالجة باستمرار عن طريق التحقق من معقولية قيمها.

## وظيفة أجهزة التحكم الإلكترونية
تعمل وحدات التحكم بشكل عام وفقًا لمبدأ والتي تعني «إدخال، معالجة ثم إخراج». تستخدم الحساسات أو المستشعرات كأجهزة إدخال. تقوم هذه الحساسات بتحديد الخصائص المادية مثل السرعة والضغط ودرجة الحرارة، إلخ. تتم مقارنة هذه القياسات بالقيم المرجعية المراد الوصول إليها من ثم يتم تضخيم الخطأ الناتج عن الفرق بين القيم المرجعية والقيم الحقيقية باستخدام المتحكمات التناسبية التكاملية التفاضلية PID. إذا كانت القيمة المقاسة لا تتفق مع القيمة المخزنة، فإن وحدة نظام التحكم تقوم بزيادة أو إنقاص قيمة الخرج بحيث يكون الخطأ الناتج عن الفرق بين القيمة الحالية والقيمة المرجعية يساوي الصفر، بحيث تتطابق القيم الفعلية المقاسة مرة أخرى مع قيم setpoint. تقوم المشغلات بالتالي بإجراء تدخل تصحيحي في عملية مستمرة.

## الشبكات
في المركبات الحالية، يتم توصيل وحدات التحكم الإلكترونية عبر أنظمة نقل المعطيات المختلفة (CAN ،LIN ،MOST ،FlexRay ،Ethernet). تتبادل الأجهزة معلومات على مستوى النظام حول حالات التشغيل والبيانات الأخرى ذات الصلة في السيارة. بالإضافة إلى ذلك، يتم توصيل جهاز تشخيص الأعطال الذاتي للسيارة عبر هذه الشبكات. يمكن توصيل ذلك من الخارج باستخدام ما يسمى بالأجهزة التشخيصية بدلاً من ذلك يمكن استخدام حاسوب شخصي مع البرنامج الخاص بالتشخيص. في هذه الحالة يتم بشكل رئيسي مراقبة عما إذا كانت وحدة التحكم قد اكتشفت أي أخطأ وسجلتها في ذاكرة الأخطاء الخاصة بها في حد ذاتها أو في أجهزة الاستشعار المتصلة بها خلال الاختبارات الذاتية المستمرة، وبالتالي فإن رسالة قصيرة فيه تدل على مكان وجود الخطأ يمكن أن تدخر الكثير من عملية البحث عن الخطأ. غالبًا ما تستخدم بروتوكولات التشخيص مثل KWP2000 أو UDS .
نظرًا لزيادة التعقيد والطلب على البرنامج واحتياجات الاتصالات بين وحدات التحكم الإلكترونية، أصبح نظام OSEK-OS راسخًا كنظام تشغيل مدمج ومعيار اتصال في الوقت الفعلي في ألمانيا. تدبير آخر هو زيادة توحيد بنيات وحدة التحكم الإلكترونية، كما هو الحال في شراكة تطوير AUTOSAR .

## التطوير والبرمجيات
نادرا ما يتم تطويرها وتصنيعها من قبل الشركة المصنعة للسيارة. تم تطوير معظم هذه من قبل موردي السيارات نيابة عن الشركة المصنعة للسيارة.
لضمان التشغيل المتداخل لمختلف وحدات التحكم الإلكترونية في المتغيرات المختلفة لنماذج المركبات المختلفة، تحدد الشركة المصنعة للسيارة عادةً معدات برمجيات معينة يتعين على المورد استخدامها. الهدف من هذا التكوين الموحد للبرنامج هو التواصل السلس ودمج جميع ECUs في نظام كامل.
يشار إلى تكوين البرنامج الأساسي هذا عمومًا باسم المعيار الأساسي للشركة المصنعة.
هدف التطوير دائمًا هو الرد بشكل صحيح على الحالات القصوى المتوقعة. وتشمل هذه قبل كل شيء "undervoltage"، كحالة خاصة من نبض الجهد البداية، وكذلك درجات الحرارة القصوى في كلا الاتجاهين.